# Канон Ангелу Грозному воеводе
«Кано́н А́нгелу Гро́зному воево́де» — канон архангелу Михаилу, написанный Парфением Уродивым.
Канон был сохраняем в среде русских старообрядцев в рукописной традиции. Также текст хранился в библиотеке Троицко-Сергиевской лавры, в канонниках XVII века, № 280, 284, 287 и 293, и в «Следованной Псалтыри» того же века, между канонами суздальским святым, написанными агиографом иноком Суздальского Спасо-Евфимиева монастыря Григорием.
Предположение о том, что Парфений Уродивый — это псевдоним царя Ивана Грозного, возникло в XIX веке. Одним из исследователей, сделавших такой вывод, был академик Лихачёв в «Памятниках литературы Древней Руси» (1983).

## Текст
- «Канон Ангелу Грозному воеводе» Парфения Уродивого гражданским шрифтом в Викитеке.
- «Канон Ангелу Грозному воеводе» Парфения Уродивого церковнославянским шрифтом в Викитеке.